# Aeroportul Internațional Orlando
Aeroportul Internațional Orlando (IATA: MCO, ICAO: KMCO, FAA LID: MCO) este un aeroport din Orlando, Comitatul Orange, Florida, Florida, Statele Unite ale Americii ce deservește zona Orlando. Aeroportul a fost tranzitat în 2023 de 57.735.726 de pasageri. A fost deschis în 1976 și numit după zona deservită.
Situat la o altitudine de 29 m, aeroportul dispune de 4 piste.

## Infrastructură

### Piste
Eroare Lua în Modul:Runway la linia 21: attempt to concatenate local 'surface' (a nil value)